# Jaime Aldo Mantelli
Jaime Aldo Mantelli (Chapecó, 31 de março de 1952) é um político brasileiro, filiado ao Partido Democrático Trabalhista (PDT).

## Carreira
Foi deputado à Assembleia Legislativa de Santa Catarina na 13ª legislatura (1995 — 1999) e na 14ª legislatura (1999 — 2003).